# Petrel boniński
Petrel boniński (Pterodroma hypoleuca) – gatunek średniej wielkości ptaka z rodziny burzykowatych (Procelariidae). Występuje na wyspach północnego Oceanu Spokojnego. Nie jest zagrożony.

## Systematyka
Gatunek został opisany naukowo w 1888 roku przez Osberta Salvina, który nadał mu nazwę Œestrelata hypoleuca. Jako miejsce odłowu holotypu wskazał Wyspy Krusensterna na północnym Pacyfiku, które jak się później okazało – nie istnieją; wykazano, że zapewne chodziło o jedną z wysp archipelagu Północno-Zachodnich Wysp Hawajskich. Obecnie gatunek zaliczany jest do rodzaju Pterodroma. Nie wyróżnia się podgatunków.

### Etymologia
- Pterodroma: gr. πτερον pteron, „skrzydło” + -δρομος -dromos, „biegacz”; nazwa odnosi się do charakteru lotu tych ptaków[8].
- hypoleuca: gr. ὑπολευκος hupoleukos, „białawy”[9].

## Morfologia

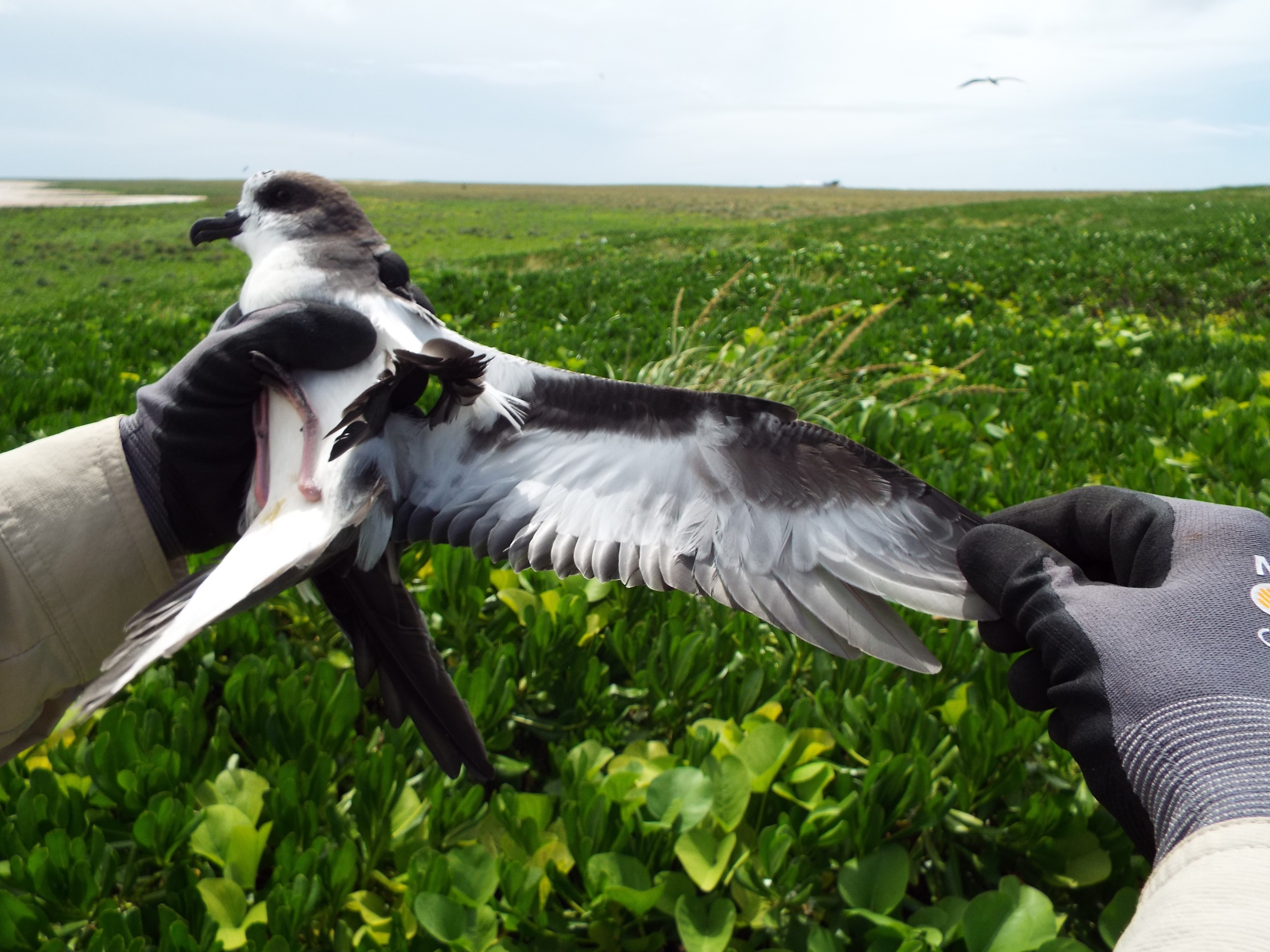
Spód skrzydeł petrela bonińskiego, trzymanego przez badacza

Petrel boniński ma ciemnoszary wierzch ciała i jasny, białawy spód. Ptaki obu płci wyglądają podobnie. Na wierzchu skrzydeł widoczny jest czarniawy wzór w kształcie litery M, także czapeczka lub kaptur są podobnie ciemne. Na białym spodzie skrzydeł odznaczają się kontrastowe czarne pręgi, szersze niż u petrela czarnoskrzydłego (Pterodroma nigripennis). Także lotki pierwszorzędowe są w dużej mierze czarne. Petrel boniński upierzeniem może przypominać znacznie większego petrela hawajskiego (P. sandwichensis), ale ten gatunek ma ciemniejszą czapeczkę i węższe pręgi na skrzydłach.

## Występowanie
Gatunek rozmnaża się na wolnych od drapieżników japońskich wyspach z archipelagów Ogasawara (Bonin) i Kazan, oraz w zachodniej części archipelagu hawajskiego, od French Frigate Shoals po Kure. W czasach historycznych gnieździł się także na głównych wyspach Hawajów. Jest spotykany od poziomu morza do 918 m n.p.m. Poza okresem lęgowym niewiele petreli bonińskich pozostaje w wodach Hawajów, ptaki rozpraszają się na obszarze Pacyfiku, głównie między tym archipelagiem a Japonią.

## Pożywienie
Ptaki te żerują daleko od brzegu, zwykle samotnie, ale mogą dołączać do stad mieszanych gatunkowo. Żywią się rybami, głównie świetlikowatymi i przeźreniowatymi, choć istotnym elementem pożywienia są dla nich także kałamarnice, w szczególności strzalikowate. Polują na powierzchni wody lub unosząc się ponad nią.

## Zachowania

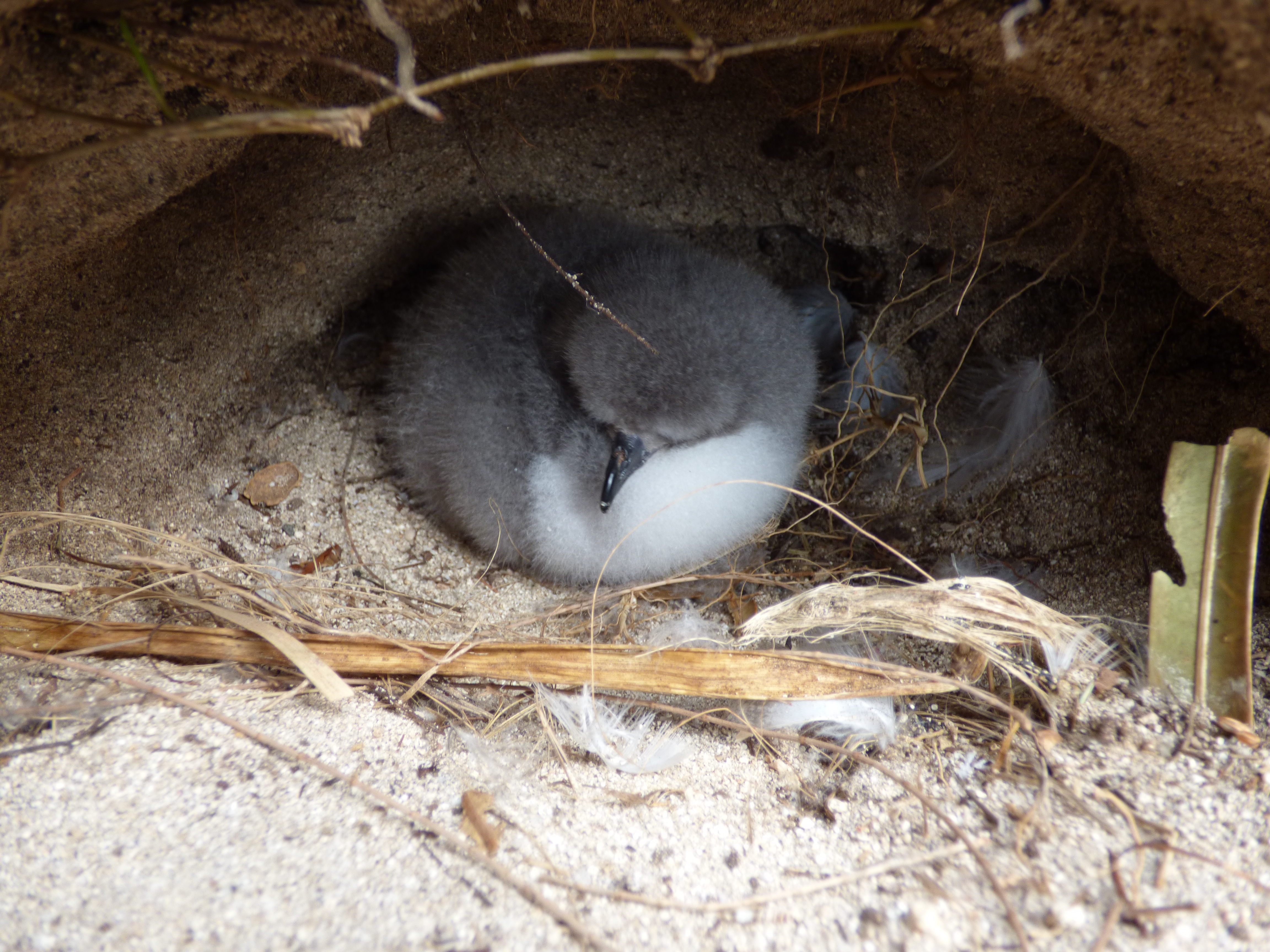
Pisklę petrela bonińskiego ukryte w norze

Petrel boniński lata szybko, jest też bardziej zwrotny niż inne petrele. Tworzy kolonie lęgowe, do których powraca w sezonie lęgowym. Gnieździ się w norach w piaszczystej ziemi lub w zagłębieniach skalnych. Ptaki wiążą się w długotrwałe pary, samica w sezonie składa tylko jedno jajo; oboje rodzice uczestniczą w opiece nad pisklęciem. Na Hawajach jaja są składane zimą, w połowie stycznia (inaczej niż u petreli hawajskich, które rozmnażają się latem); pisklęta stają się zdolne do lotu w czerwcu. Ptaki rywalizują o nory z większym burzykiem klinosternym (Ardenna pacifica). Zdarza się, że pisklęta petreli, które późno się opierzą są zabijane przez powracające burzyki.
Najstarszy znany osobnik dożył 19 lat.

## Zagrożenia
W 2004 roku oceniano liczebność tego gatunku na około milion osobników. Populacja petreli maleje, głównie ze względu na drapieżnictwo i konkurencję ze strony gatunków inwazyjnych. Historycznie przyczyniły się do tego królik europejski (Oryctolagus cuniculus), szczur śniady (Rattus rattus) i szczur polinezyjski (R. exulans), które zostały wytępione na większości wysp. Po ich usunięciu populacja petrela bonińskiego szybko wzrosła. Obecność szczurów śniadych pozostaje problemem na części japońskich wysp, jednak wykorzystywanych przez tylko 5% rozmnażającej się populacji. Na części wysp na ptaki polują także myszy domowe (Mus musculus).
Ze względu na ich nocny tryb życia, zanieczyszczenie świetlne dezorientuje petrele bonińskie i sprzyja kolizjom z konstrukcjami zbudowanymi przez człowieka.
Obce gatunki roślin, w szczególności Verbesina encelioides i kolczatek Cenchrus agrimonioides degradują środowisko wysp, prowadząc do rozluźnienia gleby. Na atolu Kure mrówki Pheidole megacephala mogą zwiększać śmiertelność piskląt i przyczyniać się do zaniku rodzimej roślinności.

## Status i ochrona
Zasięg występowania petrela bonińskiego jest bardzo duży. Pomimo spadkowego trendu liczebności jego populacji, jest ona nadal duża i tempo spadku nie kwalifikuje go obecnie do kategorii gatunków narażonych na wyginięcie. Petrel boniński jest uznawany przez IUCN za gatunek najmniejszej troski, choć drapieżnictwo, wpływ człowieka, skażenie oceanu i zdarzenia losowe mogą w przyszłości doprowadzić do spadku jego populacji.